# Adalbert Hengsberger

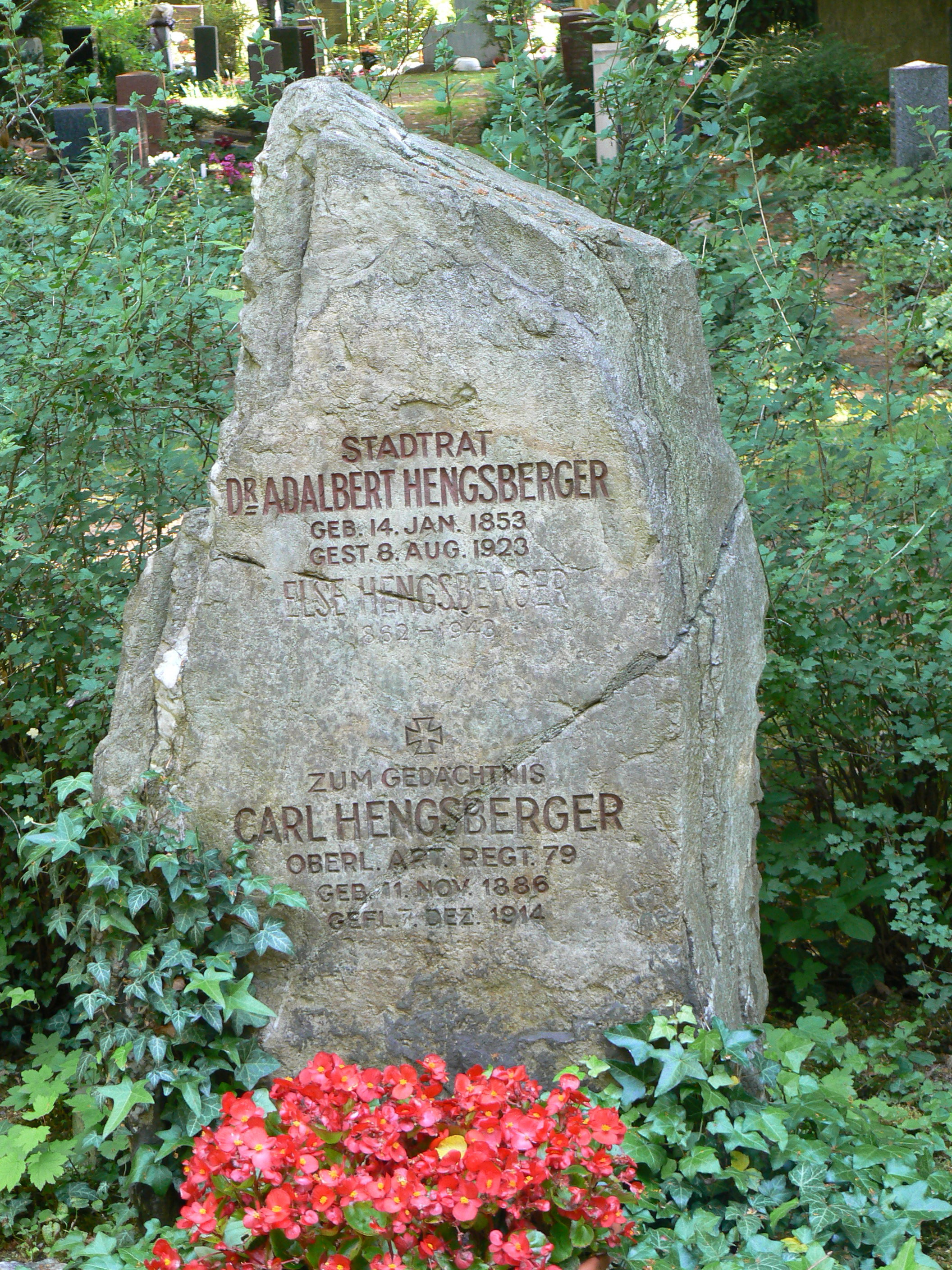
Grabstätte Familie Hengsberger

Adalbert Hengsberger (* 14. Januar 1853 in Gelnhausen; † 8. August 1923 in Frankfurt am Main) war der letzte Bürgermeister der Stadt Bockenheim.

## Leben
Als Sohn des Staatsprokurators Carl Hengsberger besuchte Adalbert Hengsberger die Hohe Landesschule in Hanau. Nach dem Abitur begann er an der Philipps-Universität Marburg Rechtswissenschaft zu studieren. Am 24. Januar 1874 wurde er im Corps Teutonia zu Marburg recipiert. Als Inaktiver wechselte er an die Universität Leipzig und die Georg-August-Universität Göttingen. Im Oktober 1876 bestand er das Referendarexamen. Im Februar 1877 wurde er zum Dr. iur. promoviert. Seit 1882 Gerichtsassessor, kam er an das Landgericht Hanau und das Landgericht Kassel. Nach drei Jahren als Gerichtsassessor bei der Staatsanwaltschaft Hannover wurde er 1886 Stadtsyndikus in Hameln. 1890–1895 wurde er als Nachfolger von Johann Georg Temme zum Bürgermeister von Bockenheim gewählt. Mit dem Vizebürgermeister Julius Wurmbach (nach dem die Wurmbachstraße benannt ist) sorgte er für die Elektrifizierung Bockenheims. Mit Frankfurts Oberbürgermeister Franz Adickes unterschrieb er den ab 1. April 1895 gültigen Eingemeindungsvertrag mit der seit 1866 nicht mehr als Freie Stadt Frankfurt souveränen und nun preußischen Stadt Frankfurt am Main. Hengsberger wurde danach zum ersten besoldeten Stadtrat der Stadt Frankfurt am Main ernannt. Hier arbeitete er unter anderem als Justiziar des Tiefbauamtes bis zu seiner Pensionierung im Jahr 1919. 1914–1916 hatte er am Ersten Weltkrieg teilgenommen. Bis 1921 war er Mitglied des Frankfurter Provinzial- und Bezirksausschusses.

### Politik
Von 1893 bis 1918 saß er im Kommunallandtag des Regierungsbezirks Wiesbaden. Von 1892 bis 1918 war er Abgeordneter in neun Provinziallandtagen der Provinz Hessen-Nassau.

### Ehe und Kinder
Verheiratet war er seit 1883 mit Else Hengsberger (1862–1943). Ihr am 11. November 1886 geborener Sohn Carl fiel als 28-jähriger Oberleutnant des 79. Artillerie-Regiments am 7. Dezember 1914 in den ersten Monaten des Ersten Weltkriegs im Elsass. Außer ihm waren zwei Töchter aus der Ehe hervorgegangen. Als Adalbert Hengsberger mit 70 Jahren gestorben war, wurde er auf dem (neuen) Friedhof Bockenheim nahe der Westmauer beerdigt.

## Ehrungen
Die damals noch bahngleisführende Straße Schöne Aussicht (wegen der Aussicht auf die Tore Frankfurts) in Bockenheim wurde 1895 zu Ehren von Adalbert Hengsberger in Adalbertstraße umbenannt.

## Bockenheims Eingemeindung
Die Pläne zur Eingemeindung von Bockenheim stammten aus dem Jahre 1875. Bockenheim, ursprünglich zur Grafschaft Hanau gehörig, war 1736 in den Besitz von Hessen-Kassel gekommen. Bereits zur Reformationszeit wandelten aus Frankfurt verdrängte Emigranten aus Handwerkerkreisen den bis dahin landwirtschaftlichen Charakter des Dorfes. Der anwachsende gewerbliche Sektor der Gemeinde veranlasste 1819 die Erhebung Bockenheims zur kurhessischen Stadt. Die Industrialisierung setzte in Bockenheim früher als in Frankfurt ein. Freie, entwicklungsfähige Grundstücksflächen und die direkte Eisenbahnanbindung waren u. a. förderlich. Um das Frankfurter Westend vor weiterem Anwachsen der Bockenheimer Industrie in Richtung auf die besten Wohnlagen zu schützen und vom Preußischen Innenministerium getrieben, wurde 1895 vom Frankfurter Oberbürgermeister Franz Adickes die Eingemeindung der damals 18.675 Einwohner zählenden Stadt betrieben. Sie wurde von der Sophienstraße an in die vornehmeren Wohnbereiche Frankfurts einbezogen, der Westen blieb überwiegend Arbeiterwohngemeinde und Industriebereich. Der steigende Preisdruck auf die Grundstückspreise konnte so durch Ausweitung der Bebauungspläne gemildert werden.